# Sóley
Sóley Stefánsdóttir, známější jako Sóley, je islandská hudební skladatelka a zpěvačka z Islandu.

## Kariéra
Sóley vystudovala klasickou a jazzovou hru na piáno a později studovala skladbu na islandské Akademii Umění, aby se stala profesionální pianistkou a kytaristkou. Přestože pochází z Islandu, zpívá Sóley výhradně v angličtině, jak ve své vlastní tvorbě, tak v tvorbě své dvorní kapely Seabear, ke které se přidala v roce 2006. Kapela se upsala německému labelu Morr Music u kterého vydala dvě dlouhohrající alba a jedno EP. Sóley má v kapele roli pianistky a boční vokalistky.
Pod stejným labelem, vydala Sóley v roce 2010 své první EP – Theater Island. Následující rok vychází první dlouhohrající album – We Sink, které se pro velký úspěch dočkalo už třech znovuvydání na Vinylu. Albu se dařilo nejen prodejně, ale i u hudebních kritiků získávalo vesměs kladné reakce, především díky krásné hře na piáno a jemnému zpěvu. Texty, které Sóley pro album napsala, jsou chváleny především za jejich "zasněnost" a temný surrealismus. Sóley své vlastní texty popisuje jako: "Zasněná, surrealistická slova ve svém vlastním světě".
Sóley je dále členkou kapely svého parťáka ze Seabear – Sin Fanga, kde vystupuje jako klávesistka a boční vokalistka.
Léto roku 2012 strávila Sóley koncertováním po Evropě. Zahrála v Norsku, v Itálii a především v Německu.
V únoru a v březnu roku 2013, Sóley absolvovala turné po Spojených státech amerických a Kanadě jako předskokan populární islandské kapely Of Monsters And Men. S doprovodnou kapelou, která se v té době ustálila na dva doprovodné muzikanty: Jón óskar Jónsson (bicí, perkuse) a Albert Finnbogason (kytara, klávesy, syntezátor), navštívila namátkou tato města: Washington DC, Philadelphii, Boston, Austin či New York.
Po letitém a náročném koncertování se Sóley uchýlila k natočení dalšího alba. Avšak proces nahrávání se stále protahoval a tak se rozhodla potěšit své čekající fanoušky alespoň menší útěchou v podobě piánového EP – Krómantík, které vyšlo 18. července roku 2014 na desetipalcovém Vinylu, včetně přibaleného bookletu, kde se nachází notové zápisy skladeb na EP. O EP se Sóley vyjádřila takto: "Vždycky jsem chtěla nahrát piánové album, už když jsem byla na umělecké akademii". "Některé skladby na Krómantík jsem napsala během studií na akademii a například první skladba ‘Stiklur’ byla původně napsána pro můj velký piáno-projekt. Přesto jsem nakonec nepoužila tolik skladeb ze školy, prostě proto, že ráda píšu nové věci a spousta z nich byla nakonec napsána pro mnohem větší umělecký projekt na kterém jsem pracovala v létě, během dokončení We Sink." Sóley dále popisuje náladu nahrávky: "V noci nebo během deštivých či zimních dnů, sedněte si do křesla ve vašem obýváku a poslouchejte. Jestli se vám to líbí, pohněte se trochu. Představte si maličko rozlazené piáno někde v rohu místnosti a dále si představte staré, opotřebované ruce. Tyto staré ruce v sobě ukrývají příběh, který by vám rády řekly. Ty ruce jsou téměř neskutečné a je těžké to vyslovit pouhým poslechem. Ty ruce budou hrát, dokud Krómantík nepřejde do úplného ticha a vaše zavřené oči nezačnou vidět něco o moc hlubšího a temnějšího."
Sóley potvrdila na svém oficiálním facebookovém profilu, že druhé album už je hotové a nyní ho čeká mastering. Datum vydání zatím není známo, avšak očekáváno je někdy na jaře roku 2015. Po vydání alba by se Sóley ráda vrátila na koncertní pódia.

## Osobní život
Sóley se narodila v málem městě Hafnarfjörður nedaleko Reykjavíku, kde žije se svým přítelem, Héðinnem. Většina inspirace z jejích textů pochází z poezie. Sóley pochází z hudebně založené rodiny. Její otec je hráč na trombon a učitel hudby. Její mladší bratr Eiríkur a její mladší sestra, ovládají několik hudebních nástrojů. V březnu roku 2014 se Sóley narodila dcera, kvůli které si dala na čas od hudby zaslouženou pauzu.

## Diskografie
se Seabear:
- The Ghost That Carried Us Away (2007 u Morr Music)
- We Built A Fire (2010 u Morr Music)
- While The Fire Dies – EP (2010 u Sound Of A Handshake)

jako Sóley:
- Theater Island – EP (2010 u Morr Music)
- We Sink (2011 u Morr Music)
- Krómantík (2014 u Morr Music)